# Не без моего ануса
«Не без моего ануса» (англ. Not Without My Anus) — эпизод 201 (№ 14) сериала «Южный Парк», премьера которого состоялась 1 апреля 1998 года. Эпизод является пародией на фильм «Не без моей дочери» (англ. Not Without My Daughter). Эпизод стал первоапрельской шуткой — создатели сериала, Трей Паркер и Мэтт Стоун, преднамеренно игнорируют ожидания зрителей, которым в предыдущем эпизоде, вышедшем месяцем ранее, была обещана разгадка интриги о том, кто же отец Эрика Картмана. Этот эпизод является по сути спецвыпуском шоу в шоу «Терренса и Филлипа», о выходе которого упоминается в сериях «Мамаша Картмана — грязная шлюха» и «Мамаша Картмана по-прежнему грязная шлюха»; соответственно, события этого эпизода в действительности не имели места во вселенной сериала «Южный Парк».

## Сюжет
Эпизод начинается сообщением о том, что, несмотря на четырёхнедельное ожидание, зрители не узнают личность отца Эрика Картмана. Вместо этого им предлагают показ снятого по реальным событиям канадского фильма «Не без моего ануса» с участием Терренса и Филлипа.
Фильм начинается в канадском суде, где Терренса обвиняют в убийстве некого Джерри О’Двайера. Филлип выступает в роли адвоката Терренса, а их заклятый враг Скотт выступает в роли обвинителя. Скотт демонстрирует многочисленные доказательства вины Терренса: окровавленный молоток, кусок рубашки Терренса (на плече рубашки Терренса зияет дыра в форме этого куска), читает хайку, написанную Терренсом и озаглавленную «Время убить Джерри О’Двайера», и так далее. Однако, после интенсивного метеоризма во время оглашения приговора Терренс признан невиновным. Скотт обещает отомстить.
Терренс и Филлип возвращаются к себе домой, где собираются поесть «крафтов обед», а Терренс переодевается в пирата. Внезапно Терренс получает телеграмму, в которой сообщается, что его дочь Салли похищена и находится в заложниках в Иране. Терренс и Филлип тут же решают отправиться в Ирак («Иран? Ирак? Какая разница?») чтобы спасти её, но сперва навещают мать Салли, Селин Дион, которая уверена, что её дочь изучает антропологию на Ближнем Востоке.
Прилетев в Иран, Терренс и Филлип приходят в отчаяние, не зная, с чего начать поиски в незнакомой и недружелюбной стране. Через несколько секунд после прилёта они вдруг видят на улице одинокую Салли и забирают её домой, в Канаду. По возвращении в Канаду обнаруживается, что Скотт заключил сделку с Саддамом, попросив его избавиться от Терренса и Филлипа в обмен на помощь бойцам Саддама в проникновении в страну (на самом деле, для Саддама похищение является лишь уловкой, чтобы пробраться в Канаду — он планирует захватить её, чтобы завладеть самыми лучшими поп-певицами на Земле, а затем прибрать к рукам весь мир, включая Ньюфаундленд).
В одной из сцен Терренс и Филлип смотрят американское спутниковое телевидение и на одном из каналов идёт отрывок из эпизода «Южного парка», в котором рассказывается о том, кто отец Эрика Картмана, однако за разговором разгадка не слышна.
Терренс и Филлип, видя марширующих иракских солдат и развешенные везде портреты «чего-то вроде турецкого диктатора», оскорблены изменениями, произошедшими в Канаде за время их отъезда. Скотт, обнаружив, что Саддам обманул его и не выполнил свою часть сделки, посещает Терренса и Филлипа и заявляет им, что это они виноваты в пришествии Саддама и потому должны пожертвовать собой, выступив в роли подрывников-камикадзе и взорвав Саддама и его приспешников во время матча по канадскому футболу между командами Vancouver Roughriders (никогда не существовавшей) и Ottawa Rough Riders (уже прекратившей своё существование к момент съёмок эпизода). Однако Терренс и Филлип придумывают другой план, такой, чтобы самим не умереть вместе с захватчиками.
Тем временем, Селин Дион начинает встречаться с Бобом-уродом и даже беременеет от него. Боб-урод — отчаянно безобразный приятель Терренса и Филлипа (хотя внешне он не отличается от остальных канадцев, при виде его люди в ужасе кричат), который по совету Терренса и Филлипа он носит на голове бумажный пакет. Филлип говорит Бобу-уроду, что он выглядит так, будто на его лице «пытались потушить лесной пожар отвёрткой».
Для полного признания захвата страны Саддам во время матча делает заявление об этом и заставляет Селин Дион петь гимн Ирака, чтобы «окончательно оформить насильственный захват Канады». При этом Терренс и Филлип, сидящие в толпе, дают фанатам (у каждого на футболке буква 'F' — фанат) сигнал надеть противогазы и начать метеоризм. Вскоре Саддам и его солдаты падают от удушья и погибают, растерзанные толпой. Канада освобождена, однако Скотт недоволен тем, что Терренс и Филлип при этом не погибли. Эпизод завершается канадским гимном в исполнении Селин Дион и хора канадцев.

## Персонажи
В этом эпизоде впервые появляются:
- Скотт
- Саддам Хусейн

## Пародии

Обложки альбомов Селин Дион. Ср. оригинальные: Let's Talk About Love и Falling Into You.

- Сюжет эпизода во многом основан на фильме «Не без моей дочери» (англ. Not Without My Daughter) с участием Салли Филд. Это видно и по схожим заголовкам.
- В комнате Селин Дион висят две большие картинки. Это пародии на обложки двух её известных альбомов, «Let's Talk About Love» (слева) и «Falling Into You» (справа), — обложки почти без изменений, но сама Селин перерисована в стиле сериала.
- В одном из споров между Скоттом и Саддамом заметна отсылка на эпизод «Звёздных войн» «Империя наносит ответный удар». Когда Скотт спрашивает Саддама, почему он не выполняет своей части сделки, тот отвечает, как Дарт Вейдер: «Я изменил своё мнение. Молись, чтобы я не изменил его ещё раз». Скотт отвечает репликой Ландо Калриссиана: «Эта сделка со временем становится всё хуже».
- Канадский футбольный матч проводится между командами Ottawa Rough Riders и Vancouver Roughriders. Это пародия на Канадскую футбольную лигу, в которой до 1996 года присутствовали две команды под названием Roughriders: Ottawa Rough Riders и Saskatchewan Roughriders. Однако, Ottawa Rough Riders уже не существовали на момент выхода эпизода — команда распалась в 1996 году, а команда под названием Vancouver Roughriders никогда не существовала (футбольная команда из Ванкувера называется British Columbia Lions). Единственные Roughriders, существующие сейчас — Saskatchewan Roughriders.
- Появление в эпизоде Popular Saturday Morning Cartoon (рус. Популярного мультфильма субботним утром), в виде которого в эпизоде выступает сам «Южный парк», является отсылкой к мультипликационным сериям «Звёздного пути», выходившим в 1973—1974 гг.[1]

## Примечательные факты
- Продюсер шоу Дженнифер Хоуэлл называет этот эпизод своим любимым в сериале: во-первых, потому что она канадка, во-вторых, потому что «блестяща сама идея, когда зрители ждут ответа на вопрос об отце Картмана, показать им кучу пердящих канадцев»[2]. Кроме того, в чате с фанатами сериала эпизод отметил Мэтт Стоун, хотя эта серия и не попала на DVD с любимыми эпизодами создателей South Park: The Hits. Volume 1[3].
- В этом эпизоде появляется инопланетянин: его можно заметить стоящим за одним из иракцев, когда Терренс находит свою дочь.
- На первый взгляд может вызвать удивление, что иракцы и Саддам Хусейн изображены в сериале так же, как канадцы, а Саддам и вовсе говорит с канадским акцентом. Но не следует забывать, что происходящее является телефильмом, снятым в Канаде, и, значит, роли иракцев исполняют жители Канады. Однако, в дальнейшем в сериале выясняется, что голова Саддама действительно выглядит как у канадца (больше того, он говорит с канадским акцентом).
- Терренс и Филлип едят крафтов обед (англ. kraft dinner), который является крайне популярной в Канаде едой (несмотря на то, что его корни находятся в США, где он называется «крафтовы макароны с сыром»). Терренс и Филлип произносят название как «kroff dinner», что является пародией на стереотипный канадский акцент.
- Терренс и Филлип значительную часть серии заняты «поиском сокровищ» (в частности, в метро). Скотт принимает это за некую метафору, символизирующую поиск чего-то неописуемого, но они отвечают ему, что «просто ищут сокровища».
- На рынке в Тегеране можно увидеть футболки с изображениями Стэна, Кайла и Картмана.
- Терренс и Филлип смеются над анимацией «Южного парка», увидев её по телевизору: «Взгляни на их головы, они похожи на сурков».
- Это — первый эпизод «Южного парка», в котором не появляется ни один из главных героев (не считая момента, где Картмана, Стэна и Кайла показывают по телевизору).